# Haus der Freundschaft (Rostock)

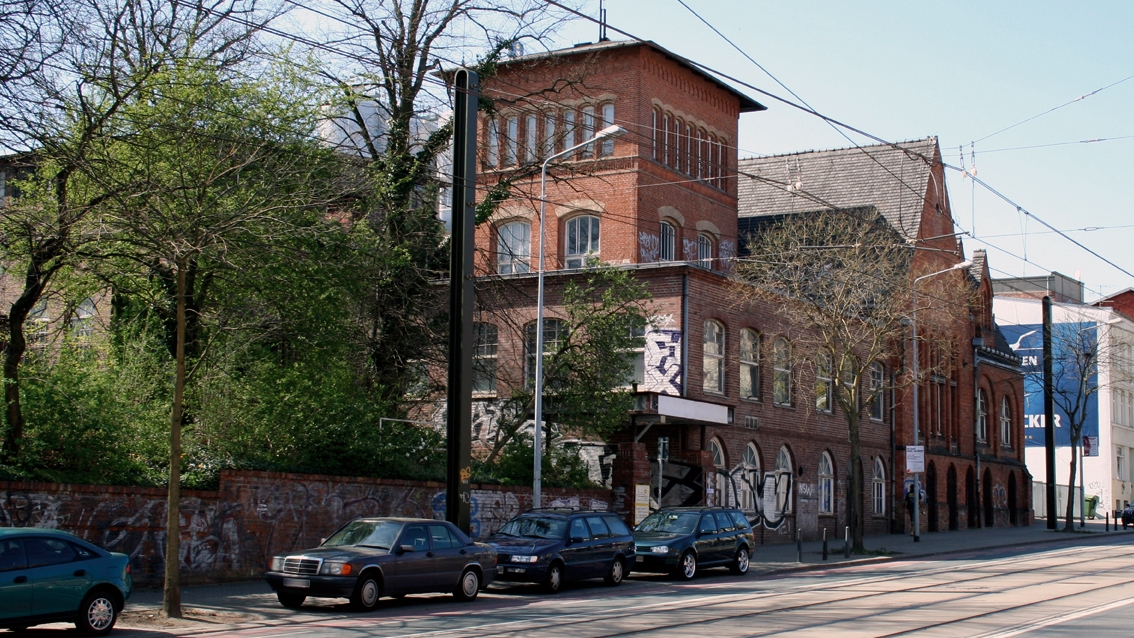
Haus der Freundschaft 2007

Das Peter-Weiss-Haus in Rostock (umgangssprachlich: PWH, bis 2008 Haus der Freundschaft) gehört zu den weniger bekannten, wenngleich kultur- und baugeschichtlich besonders interessanten Baudenkmalen der Hansestadt. Es befindet sich in der Doberaner Straße 21 in unmittelbarer Nachbarschaft zum Doberaner Platz in der Kröpeliner-Tor-Vorstadt in der Nähe der Stadtmitte. Das ab den 1860er Jahren in mehreren Stufen errichtete und erweiterte Gebäude wurde im Jahr 2000 unter Denkmalschutz gestellt. Zusammen mit der gegenüberliegenden früheren Malzfabrik (zuletzt Anker Spirituosen) und einem anschließenden Sanatorium (Frauen-, Augen- und Hals-Nasen-Ohren-Klinik), welches noch heute als Krankenhaus genutzt wird, ist es Teil eines Ensembles aus halbrepräsentativen Zweckbauten des späten 19. Jahrhunderts, die damals noch neben der eigentlichen Stadt errichtet worden waren.

## Namensgebung
Constantin Steinbeck eröffnete am 12. Juni 1864 den Brauereiausschank „Steinbecks Keller“, der am 1. Februar 1884 durch Brauereiübernahme zum „Mahn & Ohlerichs Keller“ wurde. Vom 1. März 1948 bis 30. Juni 1949 firmierte der Bau als „Maxim-Gorki-Haus“. Der weiterhin gebräuchliche Name HdF wird seit dem 1. Juli 1949 benutzt und bezieht sich auf die offizielle Bezeichnung „Haus der Deutsch-Sowjetischen Freundschaft“. Als solches diente es dem kulturellen Austausch zwischen der damaligen DDR und der damaligen Sowjetunion, wobei im Einzelfall weniger politische Agitation als ein laufendes Veranstaltungsprofil zur Deckung kulturellen Bedarfs der Bevölkerung im Vordergrund stand.

## Geschichte

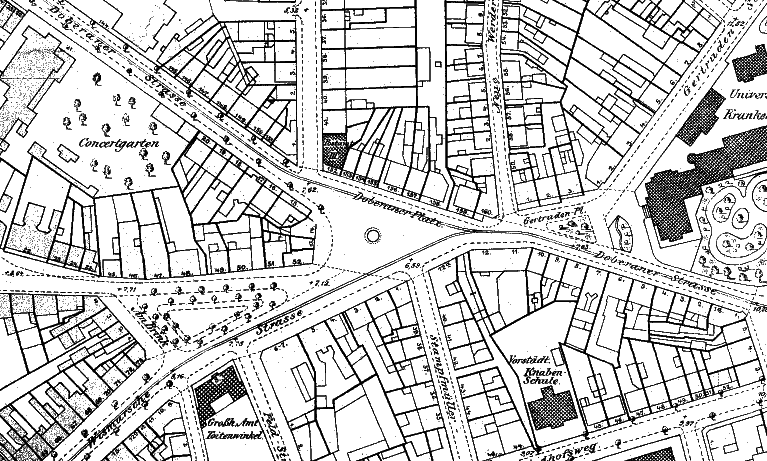
Doberaner Platz 1911

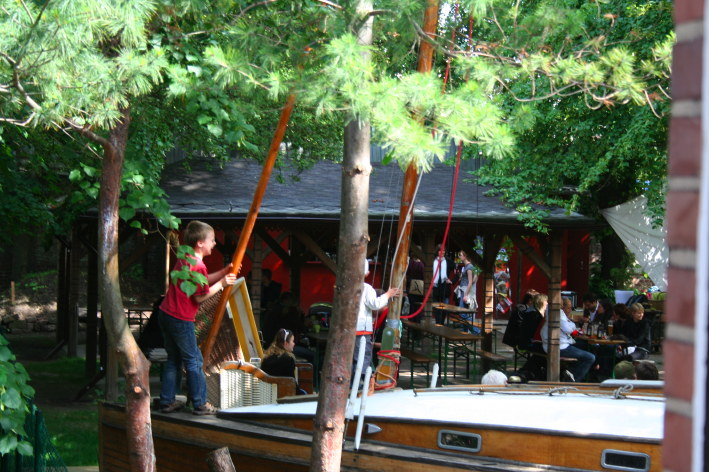
Peter-Weiss-Haus FREIGARTEN 2009

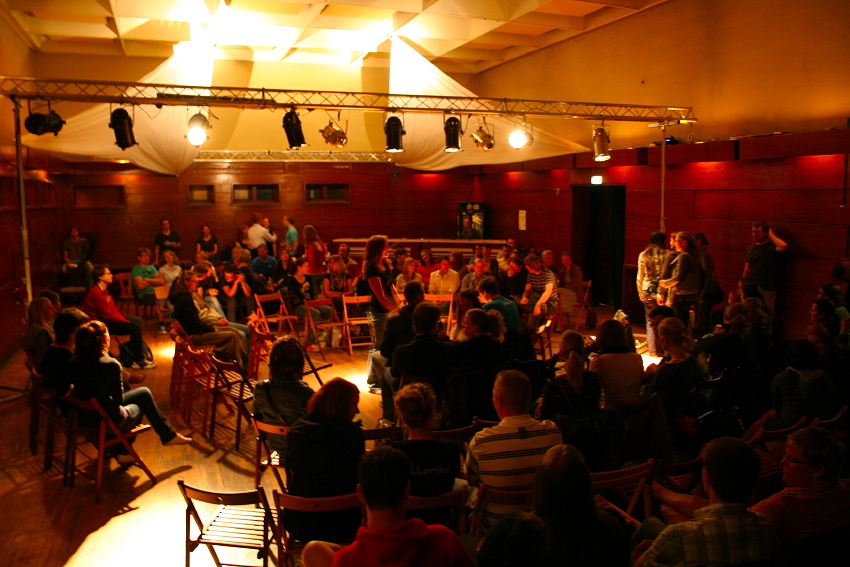
StudioHdF im Peter-Weiss-Haus 2010

Die vorzufindende Struktur wurde zwischen den 1860er und 1930er Jahren in drei Abschnitten errichtet. Wichtige Beteiligte waren die Architekten Gotthilf Ludwig Möckel in den 1890ern sowie Walter Butzek in den 1930er Jahren. Ein dem Bau vorangegangener Lagerkeller ist bis heute als Tiefgeschoss vorhanden und der älteste Teil des Gebäudes. Er wurde bereits in das zwischen 1863 und 1864 errichtete Ausflugslokal einbezogen. Damals gab es noch keine technischen Kühlsysteme. Über die nahegelegene Warnow eingeschifftes Natureis wurde in den Keller verbracht und hielt ihn monatelang kalt. 
Der 1864 eröffnete „Steinbecks Keller“ bestand aus einem Panoramaturm mit drei Etagen, einem Saalgebäude mit Bühne und Ausschank und dem ostseitigen „Concertgarten“. In der Straßenflucht leicht zurückgesetzt waren die Gebäude von einer offenen Veranda mit Dachgarten umgeben. Das Ausflugslokal befand sich westlich der alten Stadt, die Entwicklung der Kröpeliner-Tor-Vorstadt stand erst am Anfang.
Im Jahr 1884 übernahm die expandierende Brauerei Mahn & Ohlerich die „Aktien-Bierbrauerei vorm. Constantin Steinbeck“; das Ausflugslokal hieß nun „Mahn & Ohlerichs Keller“. 1892 wurde die Anlage von Gotthilf Möckel um einen neogotischen Anbau erweitert, im Besonderen durch einen doppelgeschossigen Saal mit innen sichtbarer Deckenkonstruktion. Der so genannte „Möckelsaal“ erhielt zur Straße hin den bis heute unverkennbaren Staffelgiebel und der zuvor dominante Turm trat in seiner Wirkung zurück. Möckel war auch für die Innengestaltung des Saals verantwortlich. Obgleich vollständige Baudokumente fehlen, nimmt das Rostocker Denkmalamt Möckels weitreichende Beteiligung an allen Eingriffen in dieser Bauphase an.
Im Zuge einer Erweiterung der Brauerei zwischen 1936 und 1938 durch Walter Butzek wurde die Ausflugsgaststätte weiteren Umbauten unterworfen. Der zuvor tief in das Grundstück ragende große Saal von 1864 wurde abgebrochen, um Platz für ein neues Kesselhaus zu schaffen. Der danach neu errichtete Lichtspielsaal wurde um 90 Grad gedreht an den verbliebenen Baukörper gelegt. Auch die Laubengänge wurden abgerissen und durch weitere Anbauten ersetzt. Butzek konnte als Verantwortlicher für die industriell geprägten Zweckbauten auf dem Brauereigelände seinen klassisch modernen Ausdruck auch am Baukörper der Ausflugsgaststätte anwenden. Die nunmehr vorzufindende kompakte, dennoch locker erscheinende Fügung der Bauabschnitte wurde von Butzek in professioneller Weise und Vervollständigung des hohen Niveaus Möckels abgeschlossen. Butzeks Planvorlagen sind weitgehend erhalten und im Rostocker Bauarchiv verfügbar.
Bei den Luftangriffen auf Rostock zwischen 1942 und 1944 beschädigten Bombentreffer Gebäude der Brauerei, den M&O Keller und das Kriegsgefangenenlager. Bei Beseitigung der Schäden an der Ausflugsgaststätte wurden verschiedene Öffnungen geschlossen, der Straßengiebel am Möckelsaal drastisch vereinfacht und beschädigte Geländer auf den östlichen Anbauten zu Füßen des Turms entfernt. Diese teils notdürftig ausgeführten Baumaßnahmen sind noch heute augenfällig.
Weitere Umbauten fanden im Zuge der letzten größeren Renovierungsmaßnahme zwischen 1975 und 1977 statt. Bis 1990 wurden im Innenbereich zahlreiche konstruktive Einbauten hinzugefügt (u. a. massive Kühlräume). In der langen Nutzungsphase als Kulturhaus wurde die Innenausstattung in zahlreichen Räumen um Schmuck- und Täfelarbeiten ergänzt, so entstand auch eine wandfüllende Karte der Sowjetunion mit wichtigen Standorten sozialistischer Produktion. Auffallend sind verschiedene Bleiglas-Arbeiten mit darstellerischem Fokus auf produktive Menschen.

## Peter-Weiss-Haus
Im Januar 2009 kaufte der Verein „Peter Weiss Haus e. V.“ das Gebäude samt dem angrenzenden Gartenbereich, um es als freies Bildungs- und Kulturhaus zu betreiben. Das seitdem „Peter-Weiss-Haus“ genannte Gebäude wird im Zusammenhang der neuen Nutzung vollständig saniert. Im Peter-Weiss-Haus befindet sich der Verein Soziale Bildung e.V. mit der „Offenen Kinder- und Jugendarbeit“ für die Rostocker Zentrumsstadtteile „Mitte“ und „Kröpeliner-Tor-Vorstadt“ und dem Bildungsbereich. Der Landesverband Mecklenburg-Vorpommern des Bundes Deutscher PfadfinderInnen hat seinen Sitz ebenfalls im Peter-Weiss-Haus. Seit Januar 2010 ist das Peter-Weiss-Haus auch Sitz des Literaturhauses Rostock im Netzwerk deutschsprachiger Literaturhäuser. Im Rahmen der Kulturbewirtschaftung der Immobilie wurde im Mai 2009 die Subraum eG ausgegründet – sie bewirtschaftet seit Ende 2009 Teile des Gebäudes kommerziell und unterstützt die Arbeit der niedergelassenen gemeinnützigen Träger. Das Peter-Weiss-Haus kooperiert neben der gemeinsamen Arbeit mit Trägern der Jugend-, Bildungs- und Kulturarbeit vor Ort insbesondere überregional in den Programmschwerpunkten Dokumentation und Theaterarbeit.

## Auszeichnungen
- APPLAUS 2023 – Preis für beste Livemusikstätte[3]